# 김노경 (바둑 기사)
김노경(金魯炅, 2002년 9월 15일 ~ )은 대한민국의 바둑 기사이다.

## 약력
8세 때 박지훈바둑도장을 다니며 바둑에 입문했다. 12세 때 산본바둑도장으로 옮겨 본격적으로 바둑 공부를 했고, 2018년 지도 사범 전용수 기사와 함께 제8회 SG페어바둑 최강전에 출전하여 준우승을 차지했다. 2019년 제51회 여자입단대회를 통해 입단했다. 전투형의 바둑을 둔다. 2021년에 2단으로 승단했다.